# Произведения Генри Райдера Хаггарда

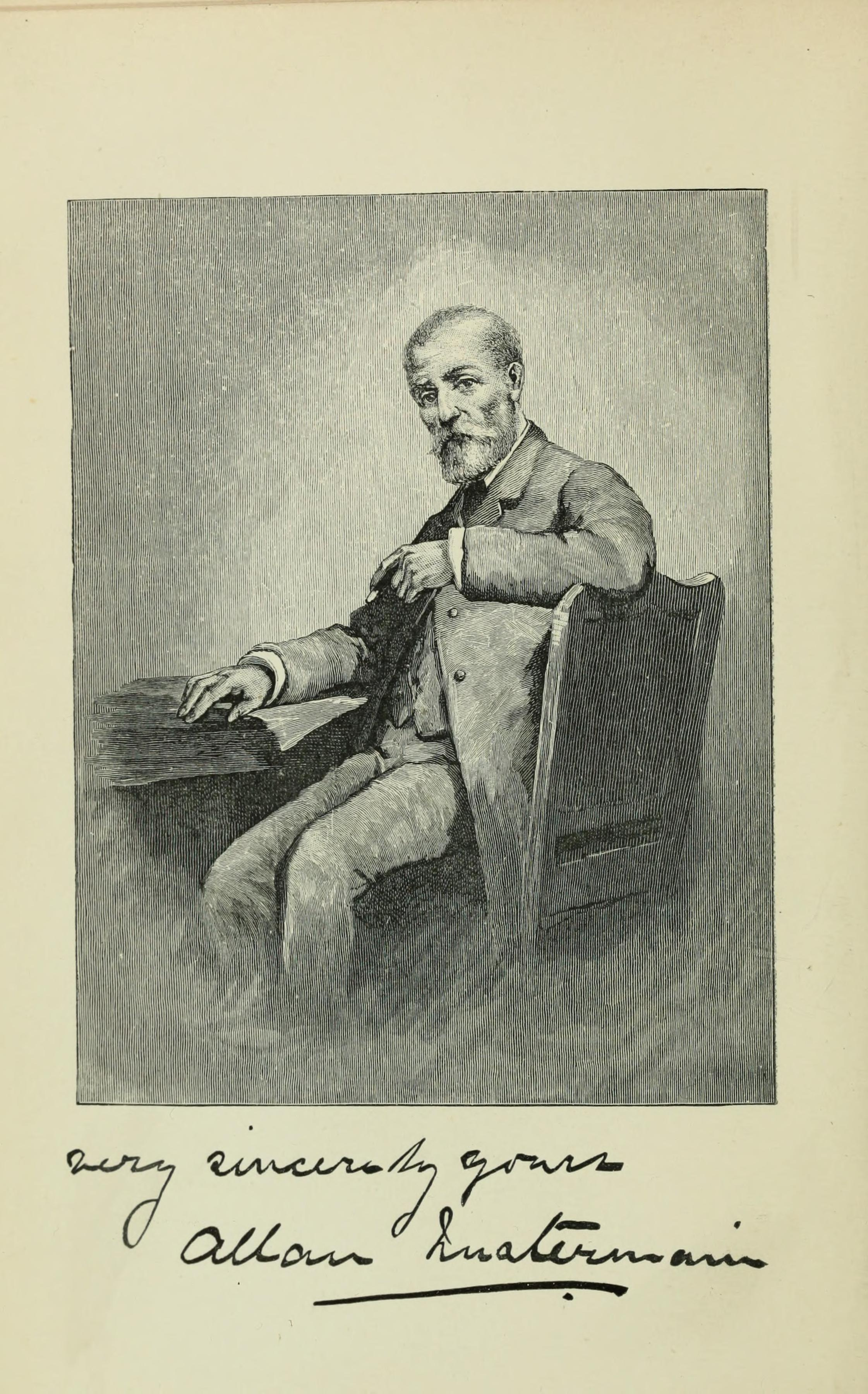
Фронтиспис первого издания романа «Аллан Квотермейн» (1887)

Согласно подсчётам Мортона Коэна, Генри Райдер Хаггард выпустил отдельными изданиями 58 художественных книг (повестей и романов); его активная литературная деятельность продолжалась с 1882 года, и после кончины до 1930 года вышло ещё четыре книги. Его активность имела определённые закономерности: в течение 25 лет он стабильно печатал по книге в год, в течение 10 лет — по две, а в 1887 и 1888 годах у него вышло по три книги. Из 58 книг, 34 были приключенческими и 12 — историческими романами, и ещё 12 — «реалистическими» повествованиями из современной жизни. Выделялся также его «Зулусский цикл». Любимым персонажем был Аллан Квотермейн, который появлялся в 18 произведениях (14 романах и 4 рассказах).
Самым издаваемым романом Хаггарда был «Копи царя Соломона». В 1885 году первый его тираж составил 2000 экземпляров, но только за первый год в Англии было продано 31 000 копий. К 1905 году в Англии было продано 300 000 экземпляров этого романа. Считается, что до конца жизни Хаггарда было продано 650 000 экземпляров «Копей» в одной только Великобритании. По сообщению М. Коэна, к 1968 году роман ежегодно выдерживал не менее 12 переизданий на английском языке, и был многократно инсценирован для театра и кинематографа. Роман «Она» пользовался не меньшим успехом: в первый месяц разошлось 30 000 экземпляров. В 1903 году этот роман открыл серию дешёвых изданий, ценой в пенни, и разошёлся полумиллионным тиражом. По состоянию на 1968 год, ежегодно роман переиздавался 8 раз, а в 1949 году американское издание Dell Books разошлось 250-тысячным тиражом. Роман «Джесс» был переведён на французский язык в год издания (1887), и к моменту написания Хаггардом автобиографии в 1911 году, выдержал 27 английских изданий.

## Список произведений
Сводку всех объёмных текстов Хаггарда представил профессор Университета Индианы Р. Маллен, который перечислил 68 отдельных книг, но не включил ещё 25 работ: правительственных отчётов, политических и благотворительных брошюр, а также две пьесы, которые не переиздавались. Содержательные особенности и жанровая принадлежность также приводятся по Р. Маллену.
| Год книжного издания | Название | Жанр. Содержание |
| -------------------- | --- | --- |
| 1882, 1888           | Cetywayo and His White Neighbors; or Remarks on Recent Events in Zululand, Natal, and the Transvaal («Кетчвайо и его белые соседи»)                                               | Документальные очерки с отчётливо анти-бурской направленностью. Хаггард проводил апологию Британской империи как освободителя и локомотива прогресса в мире отсталости. Буры, по Хаггарду, являются угнетателями коренных африканцев, тогда как англичане должным образом уважают их традиции и общинные институты. Конечная цель Британии — добиться того, чтобы африканцы заняли место рядом с белыми в будущей Южноафриканской федерации. |
| 1884                 | Dawn: A Novel («Рассвет») | Бытовая мелодрама с эпизодами предсказаний и сверхъестественными явлениями. Действие разворачивается в сельской Англии. |
| 1885                 | The Witch’s Head («Голова ведьмы») | Бытовая мелодрама с эпизодами предсказаний и сверхъестественными явлениями. Действие второй части разворачивается в Южной Африке. |
| 1885                 | King Solomon’s Mines («Копи царя Соломона») | Приключенческий роман, в котором развитие сюжета проходит фазы от охоты за сокровищами до восхождения к вершинам духа. Первое изображение «благородных дикарей» в творчестве Хаггарда (племя кукуанов — наследников Древнего Египта). По жанру близок к научной фантастике. |
| 1887                 | She: A History of Adventure («Она») | Фэнтези с элементами спекулятивной археологии и антропологии. Основа сюжета построена вокруг идеи вечной молодости и реинкарнации. Айша — главная героиня — является авторской вариацией темы «вечного жида». |
| 1887                 | Jess («Джесс») | Мелодрама, действие которой разворачивается в Южной Африке. |
| 1887                 | Allan Quatermain: An Account of His Further Adventures and Discoveries in Company with Sir Henry Curtis, Bart., Commander John Good, RN, and one Umslopogaas («Аллан Квотермейн») | Первый и эталонный роман Хаггарда в жанре «затерянные миры». |
| 1888                 | Mr. Meeson’s Will («Завещание мистера Мизона») | Мелодрама с элементами робинзонады. |
| 1888                 | Maiwa’s Revenge: or The War of the Little Hand («Месть Майвы») | Из серии про Аллана Квотермейна с элементами «затерянных миров». |
| 1888                 | Colonel Quaritch, V. C.: A Tale of Country Life («Полковник Куорич») | Мелодрама. |
| 1889                 | Cleopatra: An Account of the Fall and Vengeance of Harmachis, the Royal Egyptian, as Set Forth by His Own Hand («Клеопатра»)                                                      | Историческое фэнтези, первый полноценный роман Хаггарда на тему спиритуализма |
| 1889                 | Allan’s Wife, and Other Tales («Жена Аллана») | Сборник четырёх повестей и рассказов из серии про Аллана Квотермейна. Жанр — «затерянные миры», действие происходит в Африке. |
| 1890, 1894           | Beatrice: A novel («Беатрис») | Мелодрама. Главная героиня разрывается между любовью вне брака и нежеланием разрушить политическую карьеру мужа, и кончает жизнь самоубийством. Современники увидели в романе оправдание прелюбодеяния. |
| 1890                 | The World’s Desire («Мечта мира» или «Скиталец») | Роман, написанный в соавторстве с Эндрю Лэнгом. Фэнтези, действие которого отнесено ко временам Троянской войны. Спиритуализм и реинкарнация с любовным треугольником: к Одиссею нисходит Елена Троянская как воплощение первой чистой любви, и египетская царица Мериамун как воплощение любви плотской. |
| 1891                 | Eric Brighteyes («Эрик Светлоокий») | Историческое фэнтези по мотивам исландских саг. |
| 1892                 | Nada the Lily («Нада») | Начало «зулусского цикла» — мифологическое повествование о «благородных дикарях». Историческим фоном является приход к власти Чаки. Киплинг признавал, что главы, посвящённые жизни Умслопогаса и его друга Галази со стаей волков, были важны для формирования замысла «Книги джунглей». |
| 1893                 | Montezuma’s Daughter («Дочь Монтесумы») | Исторический роман в жанре травелога. Действие описано от лица англичанина, попавшего в Мексику незадолго до вторжения Кортеса. |
| 1894                 | The People of the Mist («Люди тумана») | Фэнтези с элементами затерянных миров. Путешественники достигают запретной страны в сердце Африки, населённой выродившимися потомками древней расы. |
| 1895                 | Joan Haste («Джоан Хэсти») | Мелодрама. |
| 1895                 | Heart of the World («Сердце мира») | Затерянные миры — город майя в современной Мексике. |
| 1896                 | The Wizard («Колдун») | Затерянные миры. Главный герой — белый миссионер. Книжное издание выходило только в США. |
| 1898                 | Dr Therne («Доктор Терн») | Научная фантастика: борьба с законом о вакцинации привели к эпидемии оспы в Англии. |
| 1899                 | A Farmer’s Year: Being His Commonplace Book for 1898 («Год фермера») | Лирический дневник автора, воспроизводящий годичный земледельческий цикл, с полезными советами и пропагандой жизни в деревне. |
| 1899                 | The Last Boer War («Война с бурами») | Извлечения из «Кетчвайо» с дополнениями. Издавались массовыми тиражами в Великобритании и США. |
| 1899                 | Swallow: A Tale of the Great Trek («Ласточка») | Колониальный роман о жизни буров эпохи Великого трека. Название — от имени главной героини, юной дочери рассказчика, прозванной туземцами «Ласточкой». |
| 1900                 | Black Heart and White Heart («Чёрное сердце и белое сердце») | «Зулусская идиллия»; «чёрные сердца» — у белых людей. В Великобритании издавался вместе с повестью «Элисса» (Elissa: or The Doom of Zimbabwe) — псевдоисторической фантазией о финикийских строителях Зимбабве. |
| 1901                 | Lysbeth: A Tale of the Dutch («Лейденская красавица») | Исторический роман, действие которого происходит в XVI веке. Редкий «чистый» представитель жанра в творчестве Хаггарда. |
| 1901                 | A Winter Pilgrimage: Being an Account of Travels through Palestine, Italy, and the Island of Cyprus in 1900 («Зимнее паломничество»)                                              | Записки о поездке в Италию, на Кипр и в Палестину. |
| 1902                 | Rural England: Being an Account of the Agricultural and Social Researches Carried Out in 1901 and 1902 («Сельская Англия»)                                                        | Двухтомная монография о состоянии английской агрикультуры, в которой Хаггард пропагандировал проект реформы. |
| 1903                 | Pearl-Maiden: A Tale of the Fall of Jerusalem («Падение Иерусалима»; «Жемчужина Востока»)                                                                                         | Исторический роман о падении Иерусалима в 70 году. |
| 1904                 | Stella Fregelius: A Tale of Three Destinies («Стелла Фрегелиус») | Science fantasy, мистический роман, где описан «аэрофон». Автор, однако, уведомлял читателей, что это не приключенческое произведение. |
| 1904                 | The Brethren («Братья») | Историческая мелодрама о временах Саладина. |
| 1905                 | Ayesha: The Return of She («Возвращение Айши») | Фэнтези с реинкарнацией и затерянные миры. Описана заброшенная колония греков Александра Македонского в Центральной Азии. Гибель всех участников любовного треугольника. |
| 1905                 | A Gardener’s Year («Год садовника») | Нехудожественное произведение, аналогичное «Году фермера». |
| 1905                 | The Poor and the Land: Report on the Salvation Army Colonies in the United States and at Hadleigh, England, with Scheme of National Land Resettlement («Земля и бедность»)        | Пропаганда аграрных колоний Армии спасения. |
| 1906                 | The Way of the Spirit («Путь духа») | Спиритуалистская мелодрама с элементами затерянного мира (город в Египте). |
| 1906                 | Benita: An African Roman («Бенита») | Колониальный роман. |
| 1907                 | Fair Margaret («Прекрасная Маргарет») | Исторический роман, действие которого разворачивается в XV веке. |
| 1908                 | The Ghost Kings («Цари-призраки»), также издавался как «Небесная владычица» (The Lady of the Heavens)                                                                             | Мифологическое фэнтези с элементами «Белой богини», в последних шести главах описан мир гигантских деревьев. |
| 1908                 | The Yellow God: An Idol of Africa («Жёлтый бог») | Фэнтези с элементами затерянной расы о племенах негров, управляемых жрицами семитского рода, хранящими чистоту своей расы. Вынесенному в заглавии божеству поклоняются враги главных героев. |
| 1909                 | The Lady of Blossholme («Хозяйка Блосхолма») | Исторический роман, действие которого разворачивается в XVI веке. |
| 1910                 | Morning Star («Утренняя звезда») | Историческое фэнтези. Действие происходит в Египте после изгнания гиксосов. |
| 1910                 | Queen Sheba’s Ring («Перстень царицы Савской») | Фэнтези о войне язычников-африканцев против затерянного колена Израилева. Хаггард отчётливо противопоставляет авраамические (буржуазные) ценности аристократическим воинским. |
| 1910                 | Regeneration: Being an Account of the Social Work of the Salvation Army in Great Britain («Возрождение»)                                                                          | Пропагандистский текст. |
| 1911                 | The Mahatma and the Hare: A Dream Story («Махатма и заяц») | Фэнтези с метемпсихозом. Содержит явный этический посыл: недопустимость убийства и калечения животных во имя спорта. |
| 1911                 | Red Eve («Алая Ева») | Историческое фэнтези о временах «Чёрной смерти». |
| 1911                 | Rural Denmark and Its Lessons («Сельская Дания») | Текст, аналогичный «Сельской Англии», 1902 года |
| 1912                 | Marie («Мария») | Колониальный роман, входящий в цикл об Аллане Квотермейне и в зулусский цикл. История молодости и вдоства Аллана, предыстория последующего цикла о Зикали. |
| 1913                 | Child of Storm («Дитя бури») | Роман зулусского цикла, в котором действует Аллан Квотермейн на фоне войны Умбелази и Кетчвайо. Также описана туземная любовь Аллана — Мамина, и её смерть — третье вдовство Квотермейна. |
| 1914                 | The Wanderer’s Necklace («Ожерелье странника») | Историческое фэнтези с «попаданцем» — нашим современником, который созерцает картины древней Скандинавии, Византии императрицы Ирины и Арабского халифата времён Гаруна ар-Рашида благодаря пробуждению наследственной памяти. |
| 1915                 | The Holy Flower («Священный цветок») | Фэнтези из цикла про Аллана Квотермейна. Завязкой служит интерес героев к разведению орхидей. Описано затерянное колено Израилево, поклоняющееся невероятной красоты орхидее и гигантской горилле. |
| 1916                 | The Ivory Child («Дитя из слоновой кости») | Фэнтези, затерянные миры из цикла про Аллана Квотермейна. Также описано духовидение под воздействием наркотиков, а также культы Озириса и Исиды в Африке. Здесь погибает готтентот Ганс из романа «Священный цветок» |
| 1917                 | Finished («Развязка») | Завершение зулусского цикла и гибель государства наследников Чаки. |
| 1918                 | Love Eternal («Любовь вечная») | Мелодрама с элементами спиритизма. Автор предупреждал читателей, что это — не приключенческий роман. |
| 1918                 | Moon of Israel: A Tale of the Exodus («Луна Израиля») | Исторический роман на сюжет библейского Исхода. |
| 1919                 | When The World Shook: Being an Account of the Great Adventure of Bastin, Bickley, and Arbuthnot («Когда мир содрогнулся»)                                                         | Сочетание фэнтези и научной фантастики. Описан метемпсихоз, благодаря которому герои узнают о технологической цивилизации, существовавшей 250 000 лет назад, описаны также звёздные карты того времени и машина, способная изменить наклон земной оси. |
| 1920                 | The Ancient Allan («Древний Аллан») | Завязка фэнтезийная: Аллан Квотермейн под воздействием наркотика переносится в Древний Египет времён персидского завоевания. Основная часть его приключений разворачивается в исторической обстановке. |
| 1920                 | Smith and the Pharoahs, and Other Tales («Суд фараонов») | Сборник из 6 рассказов, большей частью мелодраматического содержания. |
| 1921                 | She and Allan («Она и Аллан») | Пересечение циклов об Айше и Аллане Квотермейне. Основная часть действия происходит во времена зулусских войн, действует также Умслопогас. Айша рассказывает Аллану очередную версию своей истории, причём он не может сказать, насколько она истинна по сравнению с другими её вариантами. |
| 1922                 | The Virgin of the Sun («Дева Солнца») | Псевдоисторическая фантазия на тему попадания англичанина XIV века в доколумбово Перу. |
| 1923                 | Wisdom’s Daughter: The Life and Love Story of She-Who-Must-Be-Obeyed («Дочь мудрости»)                                                                                            | Фэнтези из цикла про Айшу. Повествование ведётся от её собственного имени, действие разворачивается в Египте эпохи персидского нашествия. |
| 1924                 | Heu-Heu; or The Monster («Хоу-Хоу, или чудовище») | Фэнтези из цикла про Аллана Квотермейна. |
| 1925                 | Queen of the Dawn: A Love Tale of Old Egypt («Владычица зари») | Исторический роман о Древнем Египте времён изгнания гиксосов и воцарения XVIII династии. |
| 1926                 | The Days of My Life; An Autobiography («Дни моей жизни») | Двухтомная автобиография, законченная в 1912 году, и опубликованная после кончины писателя. В последней главе Хаггард описывает свою веру и спирические опыты. |
| 1926                 | The Treasure of the Lake («Сокровище озера») | Фэнтези из цикла про Аллана Квотермейна. Любовный треугольник, затерянная раса, телепатия. Роман издан посмертно. |
| 1927                 | Allan and the Ice Gods: A Tale of Beginnings («Аллан и ледяные боги») | Роман о доисторических временах с элементами фэнтези и метемпсихоза. В первых главах Аллан проводит эксперимент и под воздействием наркотика переносится в сознание своего далёкого предка, жившего в конце ледникового периода. Издан посмертно. |
| 1929                 | Mary of Marion Isle («Мэри с острова Мэрион») | Мелодрама с элементами робинзонады. История, зеркальная сюжету «Беатрис»: измена главной героини оправдана обстоятельствами, злая жена её возлюбленного гибнет, герои воссоединяются. Издана посмертно. |
| 1930                 | Belshazzar («Валтасар») | Псевдоисторическая фантазия времён персидских завоеваний. Действие происходит в Египте, на Кипре и в Вавилоне. |

## Экранизации
- «Она» — режиссёры Лэнсинг С. Холден, Ирвинг Пичел (США, 1935), в главной роли — Хелен Кэхаган
- «Копи царя Соломона» — реж. Комптон Беннетт (США, 1950), в главной роли — Стюарт Грейнджер;
- «Она» — реж. Роберт Дэй (Великобритания, 1965), в ролях — Урсула Андресс и Сорайя;
- «Сокровища царя Соломона» — реж. Элвин Ракофф (Великобритания-Канада, 1979), в главной роли — Джон Коликос;
- «Копи царя Соломона» — реж. Джей Ли Томпсон (США, 1985), в главной роли — Ричард Чемберлен;
- «Аллан Квотермейн и потерянный город золота» — реж. Гэри Нельсон (США, 1987), в главной роли — Ричард Чемберлен;
- «Она» — реж. Тимоти Бонд (Канада-Великобритания, 2001);
- «Копи царя Соломона» — реж. Стив Бойум (США, 2004), в главной роли — Патрик Суэйзи.